# توشتات
توشتات (بالألمانية الدنيا: Töst) هي بلدية تقع في قضاء هاربورغ، بولاية ساكسونيا السفلى، ألمانيا. وهي الإدارة المركزية للبلدية الجماعية (Samtgemeinde Tostedt) التي تتكون من تسع بلديات مشتركة.

## الجغرافيا
تقع توشتات على الحافة الشمالية الغربية من هيث لونبورغ، على بُعد 35 كم جنوب غرب هامبورغ و55 كم شرق بريمن. وتقع أعلى نقطة في المنطقة، بارتفاع 70 مترًا فوق مستوى سطح البحر، عند مدخلها المواجه لنهر فيله، وأدنى نقطة فيها بارتفاع 43 مترًا فوق مستوى سطح البحر عند الطرف الشرقي من تودتغلوسينغن.
يتدفق نهر إيستي نحو هولنشتدت بالقرب من توشتات، وينبع نهر أوستي نحو سيتنسن، بالإضافة إلى أنهار دوهرينر مولينباخ، ولانجيلوهير باخ، وتودتغلوسينغر باخ.

## البلدية
يعيش في توشتات نحو 10.500 نسمة. ويوجد في مقاطعة تودتغلوسينغن 3.200 نسمة. وتضم بلدية توشتات قرى توشتات، وتودتغلوسينغن، ولانغيلوه، ونيديرنهوف، وفوستينهوفن، بالإضافة إلى مزارع درايهاوزن وتيفنبروخ. تتبع منطقة توشتات-لاند جزئيًا بلدية توشتات وجزئيًا بلدية فيشتات.

## التاريخ
يعود أول تسجيل لتوشتات إلى عام 1105. تأسست المنطقة القضائية في توشتات في عام 1625. ولا تزال توشتدت حتى اليوم مقرًا لمحكمة محلية مختصة بالسجل التجاري لمنطقة مثلث إلبه-فيزر بأكملها. وتوقف الإمبراطور الفرنسي نابليون ذات مرة في منزل مكتب البريد القديم "أم سانده"، حيث كانت عربات البريد تُغيّر الخيول. وتوحدت مدينتا تودتغلوسينغن وتوشتات في 1 يوليو 1972.